# Тасу-Фрагозу (Мараньян)
Тасу-Фрагозу (порт. Tasso Fragoso) — муніципалітет в Бразилії, входить до складу штату Мараньян. Є складовою частиною мезорегіону Південь штату Мараньян. Є у складі крупної міської агломерації . Входить до економічно-статистичного мікрорегіону Жерайс-ді-Балсас. Населення становить 6538 чоловік (станом на 2006 рік). Займає площу 4 382,944 км².
День міста — 19 грудня.